# Latinská rčení, H
V tomto článku jsou uvedena některá známá latinská rčení, začínající písmenem H.
Latina měla na evropskou kulturu hluboký a dlouho trvající vliv. Od římské antiky přes křesťanství a humanismus až do 18. století byla její znalost u vzdělaných lidí samozřejmostí. V některých oborech se s latinskými názvy stále pracuje, užívají se různé obraty a ve starší literatuře se najde množství latinských citátů. Protože latinských obratů, rčení a přísloví je mnoho, je seznam vybraných seřazen podle abecedy a rozdělen podle počátečních písmen do samostatných článků.
A
B
C
D
E
F
G
H
I
L
M
N
O
P
Q
R
S
T
U
V

## Ha
- Habeas corpus – „máš tělo“, starý britský princip právní ochrany osoby
- Habemus papam – „máme papeže“, signál o úspěšné volbě papeže
- Habent sua fata libelli – „knížky mají své osudy“ (Terentianus Maurus)
- Hac via itur ad astra. – „Tudy se jde ke hvězdám“, podle Senecy
- Haec ornamenta sunt mea. – „To jsou mé šperky“, Cornelia o svých synech, bratrech Gracchových.
- Haec placuit semel, haec decies repetita placebit. – „To se líbilo jednou a bude se líbit i desetkrát opakováno“
- Haec tamquam cygnea fuit eius vox et oratio. – „To byl jako jeho labutí zpěv a řeč“ (Cicero)
- Hannibal ante portas – „Hannibal je před branami“

## Hi
- Hic Abdera. – „Zde je Abdéra“
- Hic habitat felicitas. – „Zde přebývá štěstí“, nápis na římském nevěstinci
- Hic haeret aqua. – „Tady se hromadí voda“, tudy cesta dál nevede
- Hic latet anguis in herba. – „Zde číhá v trávě had“ (Vergilius, Zpěvy pastýřské - Třetí óda/ekloga)
- Hic locus est, partis ubi se via findit in ambas. – „Zde je to místo, kde se cesta rozdvojuje“ (Vergilius, Aeneis 6.541n.), jedna vede do Elysia, druhá do podsvětí
- Hic locus est ubi mors gaudet succurrere vitae. – „Zde je místo, kde smrt ochotně pomáhá životu“, nápis na pitevně
- Hic Rhodus, hic salta. – „Zde je Rhodos, tady skákej“, odpověď člověku, který se chvástá, co dokázal jinde; z Ezopovy bajky[1]
- Hic sepultus … – „Zde je pochován ...“
- Hic situs est … (H. S. E.) – „Zde leží ...“, nápis na náhrobku
- Hic sunt leones (dracones) – „Zde jsou lvi (draci)“, nápis ve středověkých mapách pro neznámé, dosud neprozkoumané, neprobádané nebo nebezpečné, země a oblasti
- Hinc illae lacrimae – „Proto (odtud) ty slzy“, (Terentius, Andria 125)
- Hinc omne principum, huc refer exitum. – „Odtud všechno začalo, sem míří i konec“ (Horatius, Ódy 3,6)
- Hirundines aestivo tempore praesto sunt, frigore pulsae recedunt. Ita falsi amici. – „Vlaštovky jsou v létě zde a když je tísní zima, odletí. Stejně i falešní přátelé“
- Historia magistra vitae. - „Historie je učitelkou života.“

## Ho
- Hoc decet, hoc leges duxque pudorque iubent. – „Tak se to sluší, tak nařizují zákony, kníže i stud“
- Hoc erat in votis. – „Tak jsem si to v modlitbě přál“ (Horatius)
- Hoc est enim corpus meum – „Toto je moje tělo“, slova Ježíšova při poslední večeři, opakovaná při latinské mši
- Hoc Herculi, Iovis satu edito, potuit fortasse contingere, nobis non item. – „To by se snad mohlo podařit Herkulovi, z Diova semene zplozenému, ne ale nám.“ (Cicero)
- Hoc nobis vitium maximum est, cum amamus, tum perimus. – „To je naše největší chyba: když milujeme, hyneme“
- Hoc plus verere, quod licet tantum tibi. – „Ty se spíš obávej, že je ti tolik dovoleno“, varování Senecovo císaři Neronovi.
- Hoc signo tuetur pius – „V tomto znamení je zbožný pod ochranou“, heslo království Asturie
- Hoc signo vinces – „V tomto znamení zvítězíš“, podle Eusebia zjevení císaři Konstantinovi před bitvou na Milvijském mostě
- Hoc volo, sic iubeo. – „To chci a tak poroučím“, panovačná žena u Juvenala, Satiry 6.22
- Homo bulla. – „Člověk je jako bublina“ (Varro)
- Homo doctus in se semper divitias habet. – „Učený člověk má vždycky bohatství v sobě“ (Phaedrus. Bajky 4,21,1)
- Homo faber – „Člověk - kovář (řemeslník)“
- Homo homini lupus – „Člověk člověku vlkem“ (Plautus)
- Homo ludens – „člověk hravý“
- Homo novus – „nový člověk“, ne ze staré rodiny
- Homo pro se – „člověk pro sebe“
- Homo proponit, sed deus disponit. – „Člověk navrhuje, ale Bůh rozhoduje“ (Tomáš Kempenský, Následování Krista I.19.2)
- Homo sapiens – „člověk moudrý“
- Homo totiens moritur, quotiens amittit suos. – „Člověk umírá tolikrát, kolik příbuzných ztratil“ (Publilius Syrus)
- Homo sum. Humani nil a me alienum puto. – „Jsem člověk a nic lidského mi není cizí“ (Terentius)
- Honeste vivere, neminem laedere, suum cuique tribuere. – „Poctivě žít, nikomu neškodit, každému dávat, co mu patří“; Ulpianův výměr spravedlnosti
- Honora patrem tuum et matrem – „Cti svého otce a matku...“, přikázání Desatera
- Honores mutant mores.  – „Poctami se mění mravy“ (Zenobius I.22)
- Honos est praemium virtutis. – „Čest je odplata ctnosti.“ (Cicero, Brutus 281)
- Honos habet onus. – „Hodnost je břemeno“
- Honos honestum decorat, inhonestum notat. – „Pocty čestného zdobí, nečestného značkují.“ (Publius Syrus)
- Honoris causa (h. c.) – „Jako pocta“, čestný doktorát
- Horae vulnerant, ultima necat. – „Každá hodina zraňuje, poslední zabíjí“, nápis na hodinách
- Horas non numero nisi serenas. – „Počítám jen veselé hodiny“, na slunečních hodinách
- Horribile dictu (visu) – „Hrůza o tom mluvit (se na to dívat)“
- Horror vacui –„hrůza z prázdna“, podle Aristotelovy fysiky příroda nepřipouští dokonalé prázdno

## Hu
- Hunc spiritum, ignotum hactenus, novo nomine gas voco. – „Tento duch, dosud neznámý, nazývám novým jménem „gas“, J.-B. Helmont při objevu plynu
- Humanas actiones non ridere, non lugere neque detestari, sed intellegere studui. – „Snažil jsem se lidskému jednání nesmát, netruchlit nad ním ani neproklínat, ale porozumět mu.“